# Šeduva
Šeduva è una città della Lituania, situata nella contea di Šiauliai.